# 社會黨 (印度)
社會黨（英語：Samajwadi Party，缩写为SP）是印度的一个民主社会主义政党。该党成立于1992年，分裂自人民党，创始人是穆拉亚姆·辛格·亚达夫。总部位于新德里。该党以北方邦为主要根据地，该党成员曾四次出任该邦首席部长。该党在其他邦也有一定影响。2024年印度大选中，该党隶属于印度國家發展包容性聯盟，获得37席。